# Podvig Vernog noža
Podvig Vernog noža je epizoda serijala Mali rendžer (Kit Teler) obјavljena u Lunov magnus stripu #223. Epizoda je objavljena premijerno u bivšoj Jugoslaviji u septembru 1976. godine. Koštala je 8 dinara (0,44 $; 1,1 DEM). Izdavač јe bio Dnevnik iz Novog Sada. Naslovna strana predstavlja kopiju Donatelijeve naslovnice iz 1971. za originalni broj 94. Ovo je 2. deo duže epizode koja je počela u #222 pod nazivom Dugin vodopad.

## Originalna epizoda
Prvi deo epizode je premijerno objavljen u Italiji u svesci #95 pod nazivom Il parola di un ranger (Reč rendžera) objavljena u oktobru 1971. Sveska je koštala 200 lira (0,32 $; 1,27 DEM). Epizodu su nacrtali Frančesko Gamba i Kamilo Zufi, a scenario napisao Tristano Toreli. Originalne naslovnice nacrtao je Franko Donateli, tadašnji crtač Zagora.

## Zamena naslovnih stranica
Redakcija Dnevnika je i ovaj put zamenila origianlne korice epizoda. Naslova strana #223 je u originalu bila naslovna strana prethodne epizode (Dugin vodopad), dok je naslovna strana #222 bila naslovna strana ove epizode. Obe strane su bile reprodukcije Donatelijevih originalnih naslovnica. (Do sada nije otkriveno zašto je Dnevnik često koristio ovakvu zamenu korica.)

## Reprize
U Italiji je ova epizoda reprizirana u  #47 edicije Edizioni If, koja je izašla 14. maja 2016 . Koštale je €8. U Hrvatskoj je ova sveska pod nazivom Riječ rendžera objavljena u 2022. Koštala je 39,9 kuna.

## Prethodna i naredna sveska Malog rendžera u LMS
Prethodna sveska Malog rendžera u LMS nosila je naziv Dugin vodopad (#222), a naredna Urlik kojota (#226).